# Anna Wallenberg
Anna Eleonora Charlotta Wallenberg, född von Sydow 26 augusti 1838 i Stockholm, död 23 februari 1910 i Stockholm, var en svensk målare.

## Biografi
Anna Wallenberg var dotter till konteramiralen Johan Gustaf von Sydow och Eleonora Juliana Wiggman samt från 1861 gift med bankdirektören André Oscar Wallenberg.. Hon studerade konst för Carl Gustaf Qvarnström och Johan Christoffer Boklund samt genom självstudier under ett stort antal studieresor i Europa. Hon medverkade i Konstakademiens utställning i Stockholm 1860 med ett par oljemålningar. För Katarina kyrka i Stockholm målade hon ett porträtt av kyrkoherde Erik Henrik Eriksson.
Wallenberg blev 1887 vald till ordförande i föreningen Handarbetets vänner och var ett välkänt namn inom Stockholms konstnärliga och filantropiska kretsar. Hennes konst består av stilleben, porträtt och landskapsskildringar. Hon var även aktiv i Stockholms spiritistiska kretsar runt sekelskiftet, bland annat med att starta tidskriften Efteråt.